# Centrum för idrottsforskning
Centrum för idrottsforskning (CIF) är en svensk statlig organisation som har ett uppdrag av svenska regeringen att initiera, samordna, stödja och informera om forskning inom idrott. Detta gör CIF bland annat genom att fördela anslag till forskningsprojekt och tjänster samt publicera webbtidningen Idrottsforskning.se. År 2010 tillkom uppgiften att ansvara för uppföljning av svenska statens stöd till idrotten. Detta innebär att CIF gör en fortlöpande bevakning av det statliga idrottsstödets betydelse utifrån ett antal indikatorer, tematiska fördjupningsstudier i teman som regeringen bestämmer samt bevakning av forskningsresultat med relevans för statens stöd till idrotten.
I april 2022 fick CIF i uppdrag av regeringen att upprätta och driva en nationell kunskapsplattform för platser för idrott och friluftsliv och driver sen dess Center för idrott- och friluftsanläggningar.

## Ordförande
- Professor Arne Ljungqvist 1988–1991
- Professor Nils-Erik Svensson 1991–1994
- Professor Lars Beckman 1994–1996
- Docent Eva Olofsson 1997–1999
- Professor Per Renström 2000–2008
- Professor Per Nilsson 2009 - juli 2018
- Professor Susanna Hedenborg juli 2018 – december 2023
- Professor Björn O. Nilsson januari 2024 –